# Marx et Hegel
La relation entre la pensée révolutionnaire de Karl Marx et la philosophie de Hegel est un sujet débattu de l'histoire moderne des idées. Marx lui-même a toujours reconnu sa dette intellectuelle envers le célèbre philosophe qui avait dominé la pensée allemande des trois premières décennies du XIXe siècle dont il retint non seulement la dialectique mais aussi une vue de l'histoire comme un processus divisé en trois phases devant conduire progressivement à un état de plénitude humaine. C'est grâce à ses premières études de l'œuvre de Hegel que Marx, imprégné de la pensée occidentale classique riche d'un patrimoine bi-millénaire, constitua sa compréhension ultérieure de l'évolution de l'humanité.

## Aristote et Kant
La relation intellectuelle entre Marx et Hegel fait partie d'un plus large développement philosophique qui exprime la manière dont les grands penseurs allemands de la fin du XVIIIe siècle et du début du XIXe siècle furent liés à la modernité émergente, en particulier avec le rationalisme et les mouvements révolutionnaires français. L'Allemagne, qui à cette époque montrait un retard significatif par rapport au progrès économique de l'Angleterre et au changement politique en France, sera dans le domaine de la philosophie le pays où auront lieu les progrès les plus importants grâce à nombre de penseurs qui ont à jamais marqué la pensée européenne et mondiale. Ce processus a été initié par Emmanuel Kant et son appel à entreprendre une réforme radicale de la pensée traditionnelle au moyen de l'Aufklärung. Sa contribution décisive à la compréhension de l'évolution qui a d'abord attiré Hegel et Marx, se situe dans le domaine de la philosophie de l'histoire telle qu'elle est présentée dans son ouvrage le plus connu à cet égard : Idée d'une histoire universelle d'un point de vue cosmopolitique (1784).
La conception historique de Kant est entièrement inspirée par l'idée aristotélicienne de la physis, c'est-à-dire la conception d'une nature des choses, une essence qui se déploie et qui contient en son sein à la fois la nécessité et les lois fondamentales de son développement. C'est l'idée de potentialité (potentia) qui, grâce à son propre processus naturel de développement (physis) accède à la réalité, c'est-à-dire à son actualisation (actus). C'est ainsi qu'est atteinte l'entéléchie ou la fin du développement . Kant transforme cependant cette idée pour en faire la base d'une vision progressiste de l'histoire complètement étrangère à la pensée grecque classique. Selon Kant, une loi immanente de progrès, dictée par la nécessité de la nature pour atteindre ses objectifs, régit l'histoire apparemment absurde et fantaisiste de l'espèce humaine en l'élevant  « du niveau inférieur de l'animalité au plus haut niveau de l'humanité » . La tâche du philosophe est précisément de « découvrir l'intention de la nature dans ce cours absurde des affaires humaines, à partir de laquelle une histoire de l'humanité est possible, sans qu'elle agisse en conformité avec un plan qui lui soit propre mais en vertu d'un plan déterminé de la Nature.

## Sources
- Louis Althusser (1965). L'immense révolution théorique de Marx dans Lire le Capital, Paris, ed. Maspéro.
- Cornu, Auguste (1948). L'idée d’aliénation chez Hegel, Feuerbach et Marx. La Pensée N. 17.
- Alvin W. Gouldner (1983). The Two Marxisms.
- Hook, Sidney (1936). From Hegel to Marx. Michigan, University of Michigan Press.
- Hyppolite, Jean (1946). Genèse et structure de la Phénomenologie de l’Esprit de Hegel. Paris, Montaigne.
- Jean Hyppolite (1955). Etudes sur Marx et Hegel, Paris, Marcel Rivière.
- Leszek Kołakowski (1987). Les principaux courants du marxisme: I. Les fondateurs, Marx, Engels et leurs prédécesseurs . Paris, Fayard.
- Karl Löwith (1964). From Hegel to Nietzsche. New York, Holt, Rinehart and Wiston.
- Georg Lukács (1948). Der junge Hegel.
- Rojas, Mauricio (1985). Marxismo y metafísica. Madrid, Zona Abierta 34/35.
- Charles Taylor (1975). Hegel. Cambridge, Cambridge University Press.
- Tucker, Robert (1972). Philosophy and Myth in Karl Marx. Cambridge, Cambridge University Press.